# Macrobrachium tiwarii
Macrobrachium tiwarii är en kräftdjursart som beskrevs av Jalihal, Shenoy och Sankolli 1988. Macrobrachium tiwarii ingår i släktet Macrobrachium och familjen Palaemonidae. Inga underarter finns listade i Catalogue of Life.